# Sociedad Impresora de Discos Electrofónicos
Sociedad Impresora de Discos Electrofónicos (SIDE) fue una empresa cinematográfica que fue fundada el 2 de mayo de 1929 con sede en Ituzaingó 949 de la ciudad de Buenos Aires, Argentina. Dejó de realizar actividad el 12 de julio de 1944 al finalizar el rodaje del filme La dama duende y anunció su cese definitivo en un acto realizado en abril de 1946.

## Historia
Alfredo Pablo Murúa y Genaro Sciavarra formaron, el 2 de mayo de 1929, la Sociedad Impresora de Discos Electrofónicos con sede en la calle Ituzaingó 949. En esta empresa sonorizaron Muñequitas porteñas  y La vía de oro, ambas de 1931, con el sistema Vitaphone, esto es que el sonido se grababa en un disco independiente del proyector y se ejecutaba en forma paralela a la proyección, en la etapa intermedia entre el cine mudo y el cine sonoro propiamente dicho. Murúa inventó el Sidetón –del que obtuvo la patente 42259, un sistema de sonorización de cintas al estilo de Hollywood. En esa época viajó a Estados Unidos en varias oportunidades y rechazó ofrecimientos de trabajar en ese país.
La S.I.D.E. sonorizó (ya no con discos separados de la película) las películas de Luis Moglia Barth Dancing y ¡Tango!, ambas de 1933. En 1934, Sciavarra decidió retirarse y Murúa trasladó la actividad a Campichuelo 553, donde instaló los estudios con los que brindaba servicios a productoras como Argentina Sono Film y la Productora Argentina de Films PAF. En 1936,  Murúa emprendió la producción cinematográfica con los ahora denominados, Estudios Cinematográficos Argentinos SIDE e instaló su oficina de programación y comercialización en Avenida Corrientes 2044, donde se ubicaba el local de la New York Film Exchange.
La nueva empresa produjo asociada con el director Manuel Romero y los actores Libertad Lamarque y Luis Sandrini películas de gran éxito.
Su primer lanzamiento fue Don Quijote del Altillo (1936), dirigida por Manuel Romero y protagonizada por Luis Sandrini. Finalizado el filme se desvincularon de SIDE el director Romero, el protagonista Luis Sandrini y el músico Alberto Soifer; en tanto el director de fotografía, Francis Boeniger, continuó en la productora hasta 1937 pero solo como asesor. El equipo técnico para las siguientes producciones quedó conformado por un grupo con experiencia previa en grandes producciones de Argentina Sono Film como Dancing,  Puerto Nuevo y  Riachuelo: Alberto Biasotti (jefe de laboratorio), Juan Manuel Concado (escenógrafo y diseñador), Daniel Spósito (montajista y compaginación), José Vázquez Vigo (director musical) y Gumer Barreiro (director de fotografía); el montaje se realizaba marcando en la mesa y luego verificando el resultado en proyección, repitiéndose el procedimiento hasta lograr el resultado buscado pero a partir de Caprichosa y millonaria (1940) se usó un adelanto técnico importante adquirido: la moviola.
Al inicio de su actividad, la productora contó con la gran ventaja de contar para sus películas con las figuras de la actriz Libertad Lamarque y el director José Agustín Ferreyra pero pronto se vio que podía producir películas exitosas pero a un ritmo muy lento y que por su frágil estructura financiera podía resultarle fatal el fracaso económico de uno solo de sus filmes. Durante 1937 se filmarían solo 4 filmes (Muchachos de la ciudad -iniciada en 1936-, Besos brujos, El forastero y Sol de primavera), dato indicativo de las dificultades de la empresa para realizar más de uno al mismo tiempo. Según Kohen, ya desde Ayúdame a vivir se puede observar que la búsqueda de excelencia técnica no bastaba para salvar unos guiones que eran ya obsoletos o de pésima calidad. Por otra parte, Gevaert, el fabricante de la película Agfa comenzó  a limitar su venta y SIDE debió buscar otros proveedores a un costo muy superior. El 15 de octubre de 1939 -cuando quedaban pocos días de filmación de Caprichosa y millonaria, la empresa SIDE pidió su concurso de acreedores..
Endeudado, Murúa inició gestiones en 1941 para vender los estudios a Miguel Machinandiarena, propietario de Estudios San Miguel, quien decidió la suspensión de la producción ese mismo año y en abril de 1946 anunció el cierre definitivo.
Dice Kohan que SIDE:

"Fue el más grande, completo y moderno de los talleres cinematográficos y el más frágil de los estudios que iniciaron la aventura industrialista. Alfredo P. Murúa y su equipo pagaron los costos pero quedaron fuera de los beneficios, precisamente cuando el cine argentino alcanzaba su breve momento de gloria."

## Producciones
- La mujer y la selva (1941)
- Caprichosa y millonaria (1940)
- Ambición (1939)
- Retazo (1939)
- Cuatro corazones (1939)
- De la sierra al valle (1938)
- La ley que olvidaron (1938)
- El forastero (1937)
- Besos brujos (1937)
- Don Quijote del altillo (1936)
- Ayúdame a vivir (1936)
- Adiós Argentina (1930)[9]

## Distribución
- Caprichosa y millonaria (1940)
- Ambición (1939)
- Retazo (1939)
- Chimbela (1939)
- Cuatro corazones (1939)
- De la sierra al valle (1938)
- La ley que olvidaron (1938)
- Besos brujos (1937)
- El forastero (1937)
- El conventillo de la Paloma (1936)
- Ayúdame a vivir (1936)[10]

Estudios para filmación
- El viejo Hucha (1942)